# Parafia wojskowa Matki Bożej Królowej Polski w Przemyślu
Rzymskokatolicka Parafia Wojskowa pw. Matki Bożej Królowej Polski w Przemyślu – znajduje się w Dekanacie Wojsk Lądowych Ordynariatu Polowego Wojska Polskiego (do roku 2012 parafia należała do Krakowskiego Dekanatu Wojskowego). Erygowana 21 stycznia 1993. Mieści się przy ulicy Słowackiego 85, w kompleksie byłego szpitala wojskowego.  
Jej proboszczem jest ks. kmdr por/ppłk Tomasz Koczy. W parafii posługuje również rezydent – kapelan pomocniczy, ks. prałat płk rez. Władysław Maciej Kozicki. 
Opieką duszpasterską obejmuje 5 Batalion Strzelców Podhalańskich w Przemyślu, 3 Batalion Strzelców Podhalańskich,1 Batalion Czołgów w Żurawicy, 20 Brygadę Obrony Terytorialnej, Okręgowe Warsztaty Techniczne w Żurawicy, Placówkę Żandarmerii Wojskowej, Bieszczadzki Oddział Straży Granicznej, Oddział Celny oraz Straż Ochrony Kolei.